# Anne Tolstrup
Anne Tolstrup Petersen (født 7. marts 1995 i Aarhus) er en kvindelig dansk håndboldspiller som til daglig spiller for Team Esbjerg i Damehåndboldligaen.